# Кошкин, Николай Емельянович
Никола́й Емелья́нович Ко́шкин (3 мая 1906 — 19 января 1980) — участник Великой Отечественной войны, наводчик пулемёта 1042-го стрелкового полка, 295-й стрелковой дивизии, 5-й ударной армии, 3-го Украинского фронта. Полный кавалер Ордена Славы.

## Биография
Родился 3 мая 1906 года в мордовском селе Нижние Коки (ныне Белогорское) Тереньгульского района Ульяновской области в семье крестьянина. По национальности — мордвин. Окончил 3 класса. Работал в колхозе.
В Красной Армии и на фронте в Великую Отечественную войну с июля 1941 года. 25 августа 1944 года в бою за населенный пункт Меришень (31 км. юго-западнее Кишинёва), рядовой Кошкин выдвинулся во фланг противнику и из пулемёта подавил 2 огневые точки, что позволило стрелковой роте ворваться в населённый пункт. При отражении контратак противника занял выгодную позицию на чердаке дома и огнем из пулемёта уничтожил более 10 гитлеровцев. За этот бой 24 сентября 1944 года награждён орденом Славы 3 степени. В бою на подступах к городу Кюстрин (ныне Костшин, Польша) наводчик пулемёта того же полка, дивизии, армии, но только в составе уже 1-го Белорусского фронта младший сержант Кошкин 16 февраля 1945 года подкрался к расположению противника и гранатами поразил пулемёт с расчётом. В бою был ранен, но остался в строю и при отражении контратак противника уничтожил свыше 10 гитлеровцев. За этот подвиг 18 марта 1945 года награждён орденом Славы 2 степени. В бою за город Кюстрин 11 марта выдвинулся впереди боевых порядков пехоты, огнём из пулемёта подавил дзот и уничтожил большое количество гитлеровцев, что обеспечило проход роты через проволочные заграждения и захват траншеи противника. В бою был дважды ранен, но остался в строю. 31 мая 1945 года награждён орденом Славы 1 степени.
В 1945 году старшина Кошкин демобилизован. Жил в селе Белогорское, работал в колхозе. Награждён орденом Красной Звезды, медалями. Умер 19 января 1980 года.

## Награды
- Орден Красной Звезды
- Орден Славы III степени
- Орден Славы II степени
- Орден Славы I степени